# Ahmed Nekkar
Ahmed Nekkar (in Cabilo: Ḥmed Nekkar; in Tifinagh: ⵃⵎⴻⴷ ⵏⴻⴽⴽⴰⵔ; Dellys, 13 marzo 1955 – Tizi Ouzou, 14 aprile 2024) è stato uno scrittore, traduttore, musicista e cantante algerino, fondatore del gruppo musicale IFGUREN negli anni '70, membro fondatore dell'associazione culturale TALA e direttore dell'editoria identitaria Tizrigin Tamagit.

## Biografia
Ahmed Nekkar si occupò fin da giovane nella difesa della cultura e della lingua Amazigh. Tale passione lo portò ad essere imprigionato nel 1976. Romanziere, drammaturgo, poeta, linguista e traduttore, si dedicò a preservare e promuovere il patrimonio Amazigh.
Fu uno dei pionieri della moderna letteratura cabila, avendo pubblicato il suo primo romanzo nel 1999, intitolato Yugar Ucerrig Tafawet (Casa editrice Yuba II).
Dapprima divenne noto come poeta, iniziando la tale carriera nel 1972-1973 durante gli studi alla scuola secondaria "Abderehman Illul" a Larebaa n At Yiraten. Fu anche membro fondatore del gruppo musicale dalla canzone difensiva IFGUREN.
Nel 2012 pubblicò il suo secondo romanzo, "Ger Ẓẓebra d Yifḍisen" (casa editrice Le savoir). Nel 2013 scrisse un manuale per gli studenti delle scuole secondarie e superiori, dal titolo Adlis n Tγuri, imparare e insegnare la Cabilia con esercizi e analisi, pubblicato sulla rivista La Pensée. Il suo terzo romanzo, Tajeǧǧigt n Meγres, fu pubblicato nel 2015 da Tamagit. Questa fu una traduzione del romanzo Incontro inaspettato di Moussa Bouchakour. Nel 2016 pubblicò il suo quarto romanzo, “Aẓeḍḍa n Tissist” con Tamagit. Arricchì inoltre la letteratura cabila con un manuale di apprendimento del tamazight, un libro intitolato Impara il tamazight adesso e un'opera teatrale, Tiziri Usigna.
Nel 2015 tradusse in cabilo La Chèvre de Monsieur Seguin, un estratto della raccolta Lettres de mon moulin dello scrittore francese Alphonse Daudet, con il titolo Taγaḍt n Mass. Seguin. (Edizione Identità). Tradusse anche Rezam and the Sand Thieves della scrittrice britannica Stephanie Benson.
Sempre nel 2015 tradusse e pubblicò due racconti, Peau d'âne e Le Maitre voleur, con Éditions Identité. Nel 2016 tradusse in cabilo anche racconti illustrati da Marlène Jobert, come Le jardin de la sorcière e Le pauvre et le riche.
Tradusse anche "Alice nel Paese delle Meraviglie" dello scrittore britannico Lewis Carroll con il titolo Alluca di tmurt n tirga.
Ahmed Nekkar morì il 14 aprile 2024 a Tizi-Ouzou all'età di 69 anni. Fu sepolto nel suo villaggio natale.

## Riconoscimenti
Nel 2022 gli venne assegnato il premio Muhya.

## Pubblicazioni

### Romanzi
1. Yugar Ucerrig tafawett, Éditions Juba 2, Algeri, 1999,[4] (BER) Yugar ucerrig tafawett, Juba II, 1999,  p. 224, ISBN 9961-880-00-5.
2. Tudert ger Zzebra d Yifdisen[5], Éditions Identité, Tizi-Ouzou, 2012, (ISBN 9789931549239). Ristampato nel 2017.
3. Aẓeḍḍa n Tissist, Éditions Idêtes, Tizi-Ouzou, 2016 (ISBN 978-2-84186-226-9).
4. Akruran[6] (traduzione dell'Alchimista), Éditions Idêtes, Tizi-Ouzou, 2021, (ISBN 978-9931-549-37-6). Arraz Muḥya[7] .

### Studio della lingua
1. Adlis n Tɣuri (Libro di lettura), Pensiero, Tizi-Ouzou, 2013, (ISBN 978-993-13-5500-7).
2. Impara subito Tamazight[8], Éditions Idêtes, Tizi-Ouzou, 2017, (ISBN 978-993-15-4919-2).